# سفون جيرارد
سفون جيرارد أو الأندروبوغون الجيراردي أو لحية الرجل نبات عشبي معمر ينتمي إلى الفصيلة النجيلية، واسمه العلمي (باللاتينية: Andropogon gerardii). موطنه الأصلي البراري ومنطقة السهول العظمى في أمريكا الشمالية.

## الوصف النباتي
يمكن للنبات أن ينمو إلى ارتفاع 2-2.5 م. لون أوراقه أخضر مائل للزرقة، ولذلك أطلق عليه الاسم الشائع (بالإنجليزية: Big bluestem)‏ أوالساق الأزرق الكبير. يتحول لون الأوراق في الخريف إلى الأصفر والبرونزي.
هو عشب المروج الرسمي لولاية إلينوي.

## معرض صور

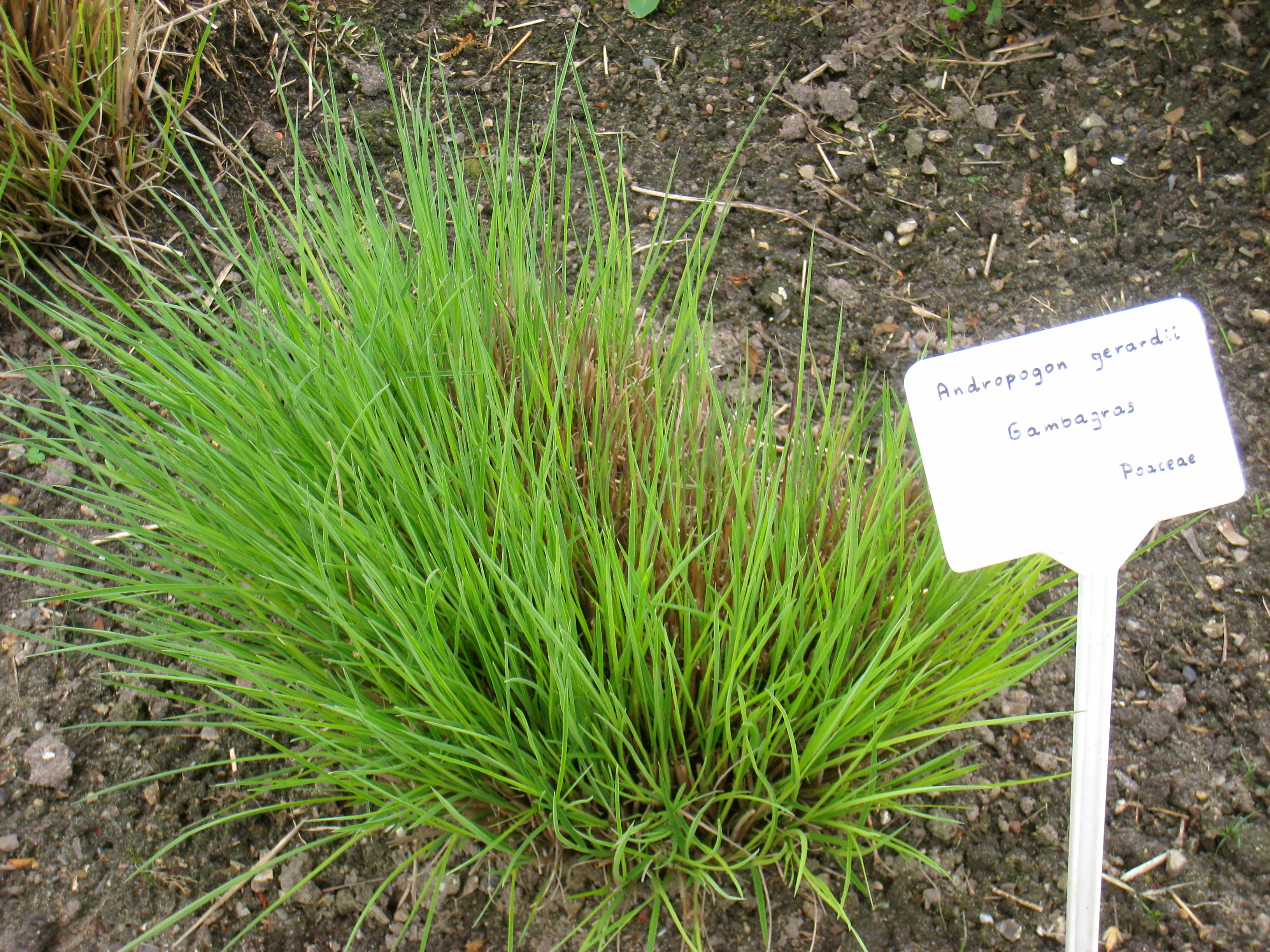
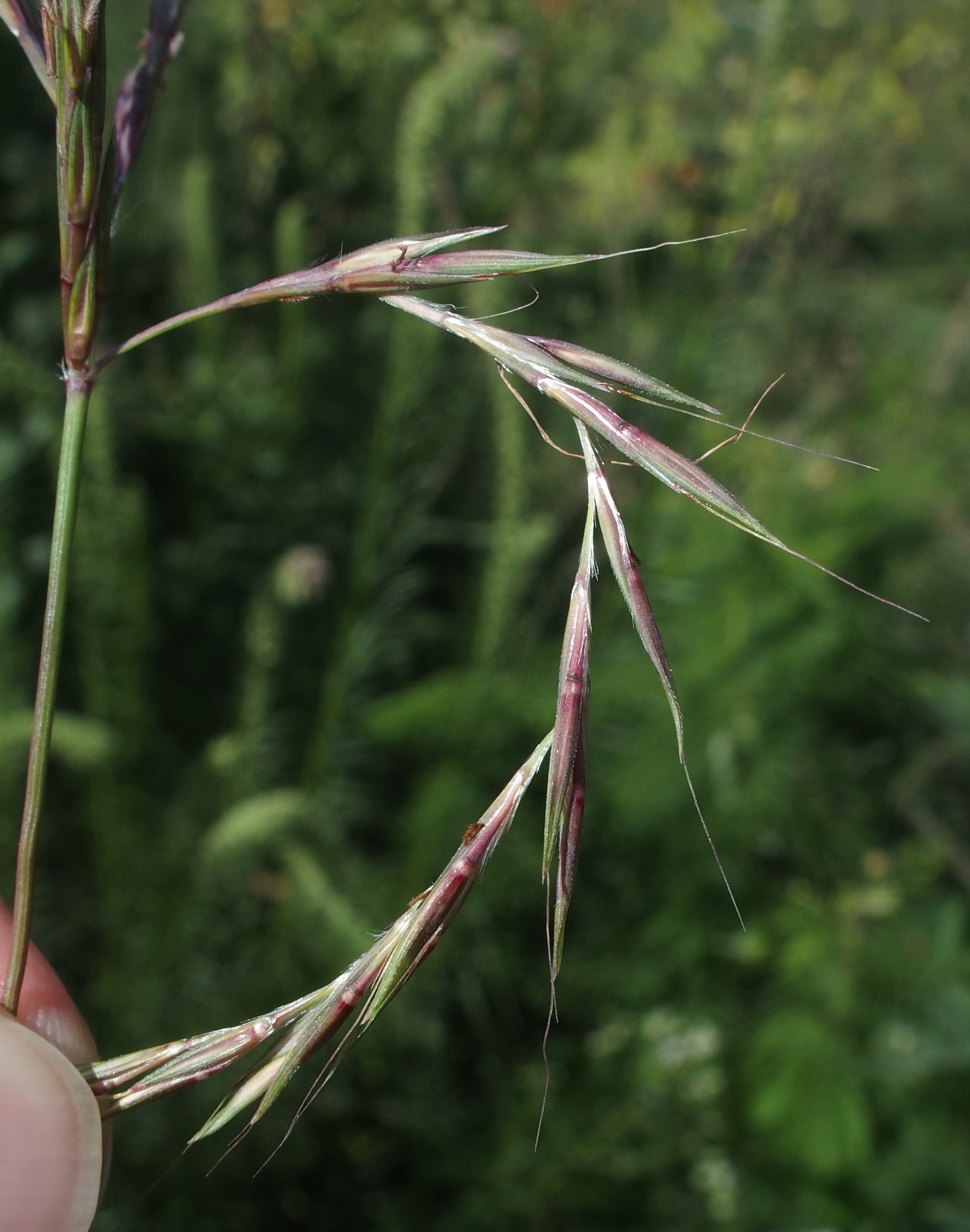
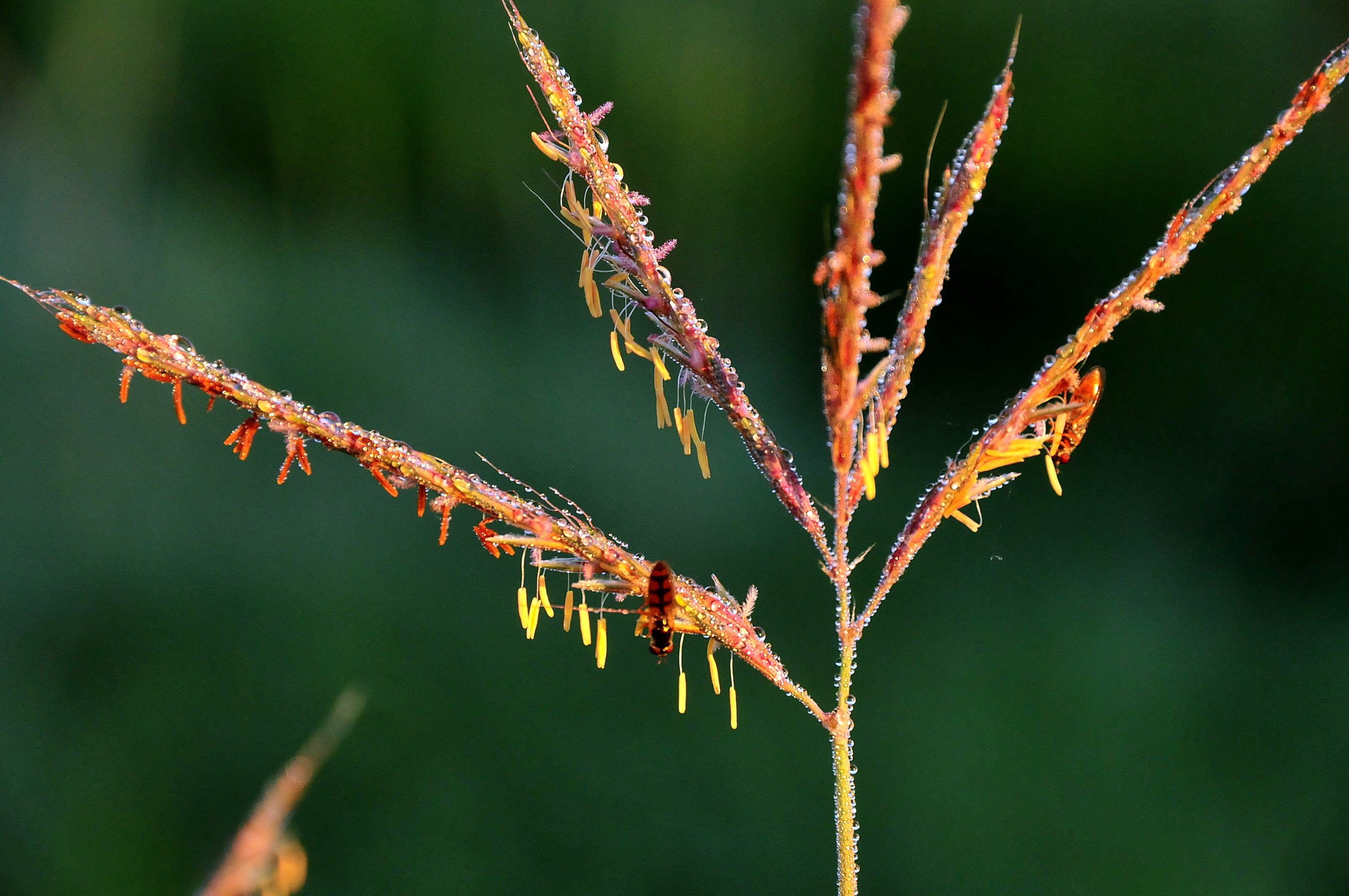